# Coalition polonaise
La Coalition polonaise (Koalicja Polska, KP) est une coalition politique informelle polonaise fondée à l’initiative du Parti paysan polonais (PSL) et de l'Union des démocrates européens. Elle est démocrate-chrétienne et centriste. À partir de 2023, elle est intégrée dans l'alliance  Troisième voie avec Pologne 2050 de Szymon Hołownia.

## Composition
| Nom                  | Nom                                                               | Idéologie                                    | Positionnement        | Leader                    | Députés  | Sénateurs | Députés européens | Élus régionaux | Date d'entrée   |
| -------------------- | ----------------------------------------------------------------- | -------------------------------------------- | --------------------- | ------------------------- | -------- | --------- | ----------------- | -------------- | --------------- |
| Partis politiques    |                                                                   |                                              |                       |                           |          |           |                   |                |                 |
|                      | Parti paysan polonais (PSL)                                       | Agrarisme Démocratie chrétienne              | Centre à centre droit | Władysław Kosiniak-Kamysz | 29 / 460 | 4 / 100   | 2 / 53            | 66 / 552       | 4 juillet 2019  |
|                      | Centre pour la Pologne (en)                                       | Libéral-conservatisme Démocratie chrétienne  | Centre droit          | Ireneusz Raś              | 3 / 460  | 1 / 100   | 0 / 53            | 0 / 552        | 2 mai 2022      |
|                      | Union des démocrates européens (UED)                              | Social-libéralisme                           | Centre gauche         | Elżbieta Bińczycka        | 0 / 460  | 1 / 100   | 0 / 53            | 1 / 552        | 4 juillet 2019  |
|                      | Alliance Porozumienie                                             | Libéral-conservatisme Libéralisme économique | Centre droit à droite | Magdalena Sroka           | 0 / 460  | 0 / 100   | 0 / 53            | 6 / 552        | 20 juillet 2023 |
|                      | Parti démocratique (SD)                                           | Libéralisme Social-libéralisme               | Centre                | Paweł Piskorski           | 0 / 460  | 0 / 100   | 0 / 53            | 0 / 552        | 23 juillet 2019 |
|                      | Parti du travail (en)                                             | Solidarisme Démocratie chrétienne            | Centre droit          | Zbigniew Wrzesiński       | 0 / 460  | 0 / 100   | 0 / 53            | 0 / 552        | 23 juillet 2019 |
|                      | Silésiens ensemble (en)                                           | Localisme autonomisme                        | Centre                | Leon Swaczyna             | 0 / 460  | 0 / 100   | 0 / 53            | 0 / 552        | 5 août 2019     |
| Autres organisations |                                                                   |                                              |                       |                           |          |           |                   |                |                 |
|                      | Fédération polonaise des associations des familles catholiques    | Conservatisme sociétal                       | Centre droit          | Kazimierz Kapera          |          |           |                   |                | 30 juillet 2019 |
|                      | Association jurassienne-silésienne - Maison européenne (JŚS - DE) | Localisme Progressisme                       | Centre gauche         | Janusz Żakowski           |          |           |                   |                | 5 août 2019     |

Le parti politique Kukiz'15 est membre de la coalition de 2019 à 2021.

## Résultats électoraux

### Présidence de la République
| Année | Candidat                  | Premier tour | Premier tour | Premier tour |
| Année | Candidat                  | Votes        | %            | Rang         |
| ----- | ------------------------- | ------------ | ------------ | ------------ |
| 2020  | Władysław Kosiniak-Kamysz | 459 365      | 2,36         | 5e           |

### Diète (Chambre basse du Parlement polonais)
| Année | Voix                         | %                            | Rang                         | Sièges   | Gouvernement                              |
| ----- | ---------------------------- | ---------------------------- | ---------------------------- | -------- | ----------------------------------------- |
| 2019  | 1 578 523                    | 8,5                          | 4e                           | 30 / 460 | Opposition                                |
| 2023  | Au sein de la Troisième voie | Au sein de la Troisième voie | Au sein de la Troisième voie | 32 / 460 | Opposition (2023), Tusk III (depuis 2023) |